# Décennie 1460 en architecture
| Années de l'architecture : 1457 - 1458 - 1459 - 1460 - 1461 - 1462 - 1463    |
| Décennies de l'architecture : 1430 - 1440 - 1450 - 1460 - 1470 - 1480 - 1490 |

Cet article présente les faits marquants de la décennie 1460 en architecture.

## Événements
- 27 février 1460 : Leon Battista Alberti présente son projet pour la reconstruction de l’église San Sebastiano à Mantoue[1]. Il en dirige les travaux jusqu'à sa mort en 1472[2]. La façade extrapole à partir de l'arc de Trajan à Ancône[3].

- 1465 : le Filarète publie son Trattato di Architettura. Il y décrit une ville idéale, « Sforzinda (en) » (du nom de son protecteur le duc Francesco Sforza)[4].
- 10 juin 1468 : Frédéric III de Montefeltro nomme Luciano Laurana ingénieur en chef du chantier du palais ducal d'Urbin[5].
- 11 février 1469 : l'architecte italien Antonio Gislardi (Anton Friazine) se rend à Moscou avec une ambassade du cardinal Bessarion conduite par Iouri Trakhaniot avec une proposition de mariage entre Ivan III et Sophie Paléologue[6]. Il participe à la reconstruction du Kremlin de Moscou en 1485.

## Réalisations
- Après 1458-1470 : construction de l'église gothique en brique de Westkapelle, en Zélande[7], utilisée comme phare en 1817 ; la nef est détruite par un incendie en 1831[8].
- Vers 1460 : début de la reconstruction du château d'Ussé à Rigny-Ussé par Antoine de Bueil[9].
- 1461 : fin de la construction de la coupole de la chapelle des Pazzi sur des plans de Filippo Brunelleschi (commencée en 1429)[10].
- 1462-1463 : le sultan Mehmed Ier ordonne la construction des forteresses de Kale-i Sultaniye et de Kilitbahir sur les Dardanelles[11].
- 1463 : fin de la construction de l'hôtel de ville de Louvain (commencée en 1447)[12].
- 1463-1470 : construction de la « mosquée nouvelle », ou mosquée Fatih à Istanbul, sur le site de l'église des Saints-Apôtres de Constantinople[13].
- 1464 : construction du fort de Neemrana (en) au Rajasthan[14].
- 1465-1469 : reconstruction du château de Langeais sur ordre de Louis XI[15].
- 1465 : construction de la mosquée bleue de Tabriz en Iran[16].
- 1466 : construction du Neubrügg, un pont couvert en bois dans le canton de Berne en Suisse, reconstruit en 1535[17].
- 1467 : construction du Wongaksa, un temple bouddhiste aujourd'hui disparu, à Séoul en Corée[18].
- 1467-1497 : construction de l'église de la Sainte-Trinité de Long Melford en Angleterre[19].

- 1468-1488 : construction de la cathédrale Notre-Dame de Munich par Jörg von Halspach, consacrée en 1494[20].
- 1468-1482 : reconstruction du palais ducal d'Urbin par Luciano Laurana et Francesco di Giorgio Martini[21].
- 1468-1538 : construction de la basilique de Loreto[22].

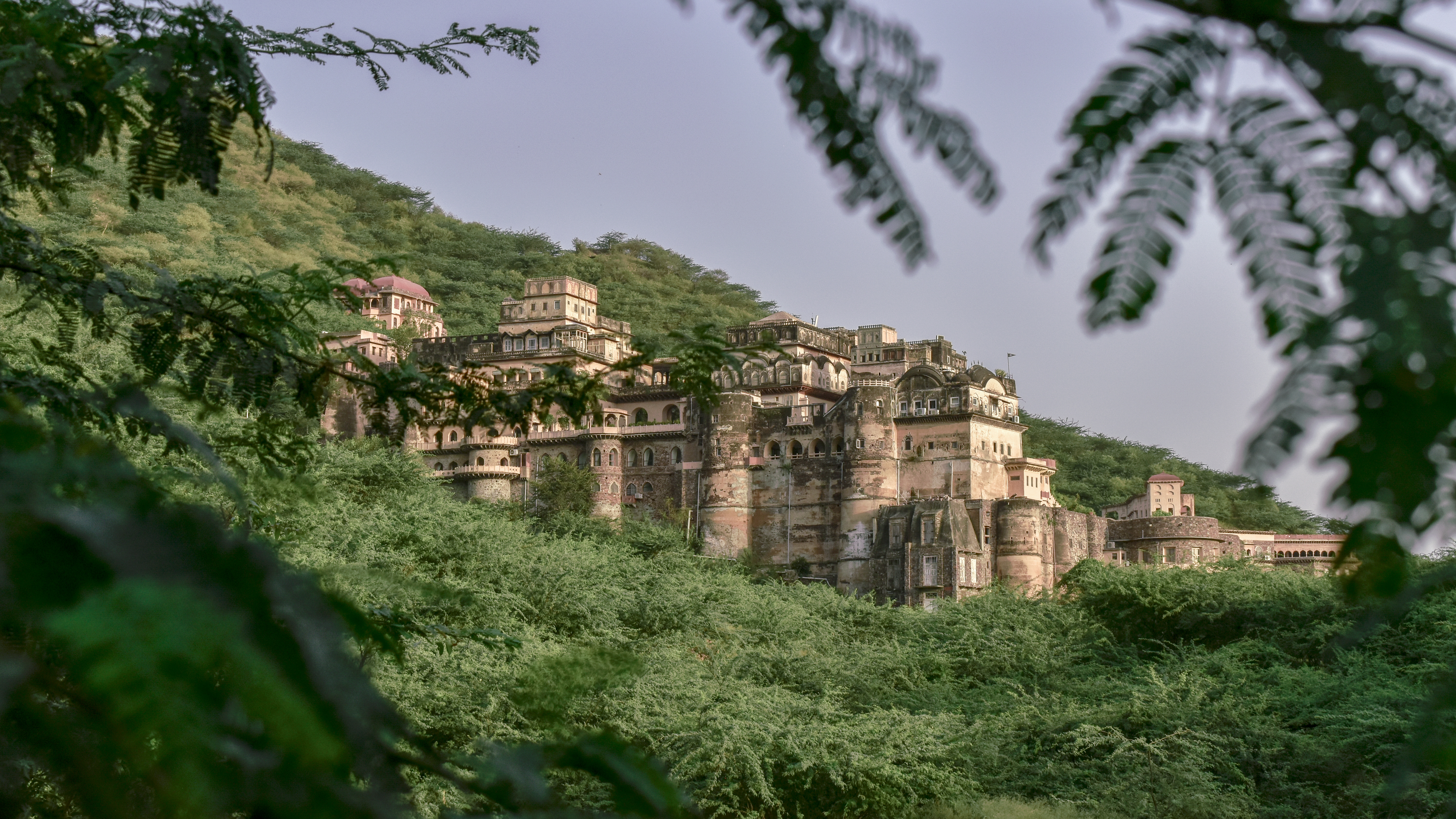
Fort de Neemrana
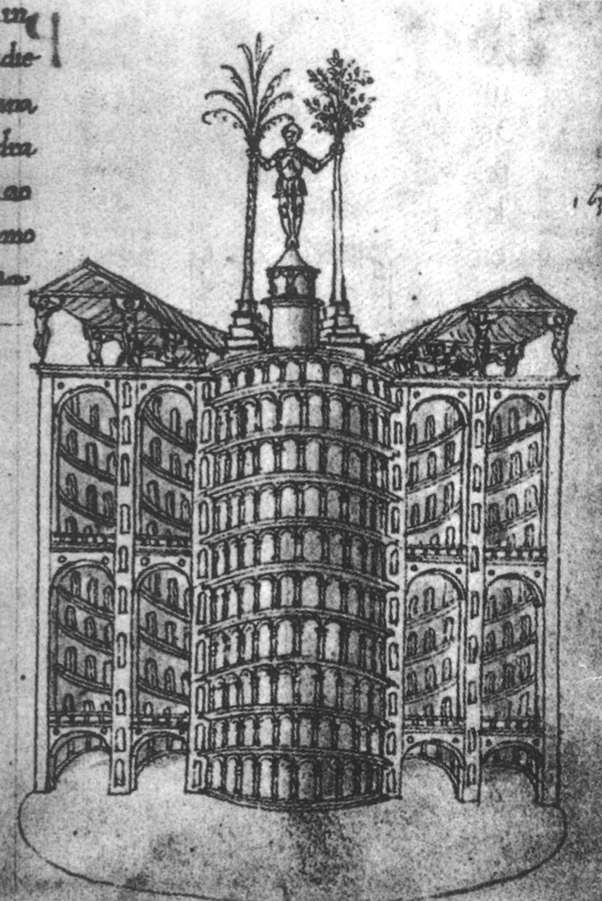
Le Filarète, traité d’architecture

## Naissances
- x

## Décès
- 13 décembre 1466 : Donatello (Donato di Niccolò di Betto Bardi) (° 1386)
- Vers 1469 : Antonio di Pietro Averlino, surnommé le Filarète (° vers 1400)